# Trolejbusy w Witebsku
Trolejbusy w Witebsku − system komunikacji trolejbusowej działający w białoruskim mieście Witebsk.

## Historia
Decyzję o uruchomieniu trolejbusów podjęto 22 października 1976. Pierwsze trolejbusy do Witebska dostarczono w grudniu 1977, były to trolejbusy wyprodukowane w Engelsie. Trolejbusy w Witebsku uruchomiono 1 września 1978. Pierwsza linia trolejbusowa liczyła 8,4 km w obie strony. W 1979 linię wydłużono o 4,4 km. Pierwsza linia połączyła plac Zwycięstwa z dworcem kolejowym. Drugą linię oznaczoną N2 uruchomiono w październiku 1979. Linia ta o długości 5 km połączyła dworzec kolejowy z placem Lenina. 15 listopada 1983 uruchomiono trzecią linię trolejbusową. Linia nr 3 o długości 10,4 km połączyła ulicę Frunze z dworcem kolejowym. W latach 1986−1987 otwierano najdłuższą linię trolejbusową w Witebsku nr 4. Długość tej linii wyniosła 28,4 km. Linię nr N5 o długości 12 km uruchomiono w 1992. W marcu 1995 uruchomiono linię N6. Obecnie w mieście jest 8 linii trolejbusowych o łącznej długości 157,8 km, po których w dni robocze kursuje 76 trolejbusów, a w dni wolne 48 trolejbusów.

## Linie
W Witebsku istnieje 8 linii trolejbusowych:
| Numer linii | trasa                                                       | długość |
| ----------- | ----------------------------------------------------------- | ------- |
| 1           | Ул. Кирова – ул. Правды – Микрорайон Фрунзе                 | 18,2 km |
| 2           | Смоленский рынок – пр. Строителей – Микрорайон Фрунзе       | 24 km   |
| 3           | Железнодорожный вокзал – пр. Фрунзе – Микрорайон Фрунзе     | 11,4 km |
| 4           | Железнодорожный вокзал – пр. Строителей – Смоленский рынок  | 29,3 km |
| 5           | Железнодорожный вокзал – пр. Фрунзе – ул. Лазо              | 13,9 km |
| 6           | Железнодорожный вокзал – пр. Строителей – Микрорайон Фрунзе | 22,8 km |
| 7           | Смоленский рынок – пр. Фрунзе – ул. Лазо                    | 14,9 km |
| 8           | Смоленский рынок – ул. Правды – ул. Лазо                    | 23,3 km |

## Tabor
Do obsługi sieci eksploatowane są 102 trolejbusy:
- AKSM-321 − 48 trolejbusów
- AKSM-101 − 22 trolejbusy
- AKSM-201 − 32 trolejbusów

W 2009 próbnie eksploatowano trolejbus AKSM-420.